# Norraby
Norraby – miejscowość (tätort) w Szwecji, w regionie administracyjnym (län) Jönköping, w gminie Tranås.
Według danych Szwedzkiego Urzędu Statystycznego liczba ludności wyniosła: 244 (31 grudnia 2018) i 248 (31 grudnia 2019).